# Robe lighting
Robe lighting, s.r.o. je český výrobce osvětlovací techniky se sídlem v Rožnově pod Radhoštěm.
Firma vznikla v roce 1994 a v současnosti[kdy?] dodává světla do více než 100 zemí po celém světě. Celosvětově zaměstnává více než 900 lidí, většinu ve svých výrobních závodech ve Valašském Meziříčí a Karviné a další na svých pobočkách v USA, Velké Británii, Singapuru, Spojených arabských emirátech, Francii a Německu.
Svítidla různých typů vyráběná firmou Robe lighting se používají na venkovních jevištích, koncertních síních, televizních studiích, divadlech i jinde. Obrat firmy dosáhnul v roce 2023 částky 4,1 mld. Kč.
Firma dodala scénické osvětlení např. pro Eurovision Song Contest, Zimní olympijské hry v Turíně, soutěž Miss Universe, Mistrovství světa FIFA ve fotbale v Jihoafrické republice, pro koncertní turné Pussy Cats Dolls, festival Glastonbury či koncert Robbieho Williamse.
V roce 2023 Robe lighting převzalo kontrolu nad britskou společností Avolites, která je předním výrobcem řídicích systémů pro osvětlovací a video techniku.  V roce 2024 pak Robe lighting převzalo australskou společnost LSC Control Systems, která se zabývá výrobou systémů pro řízení světel a distribuci elektrické energie.
Firma Robe lighting je v současnosti[kdy?] sponzorem hokejového týmu VHK ROBE Vsetín a generálním partnerem volejbalového týmu HC Zubří. 